# Проспект Независимости (Минск)

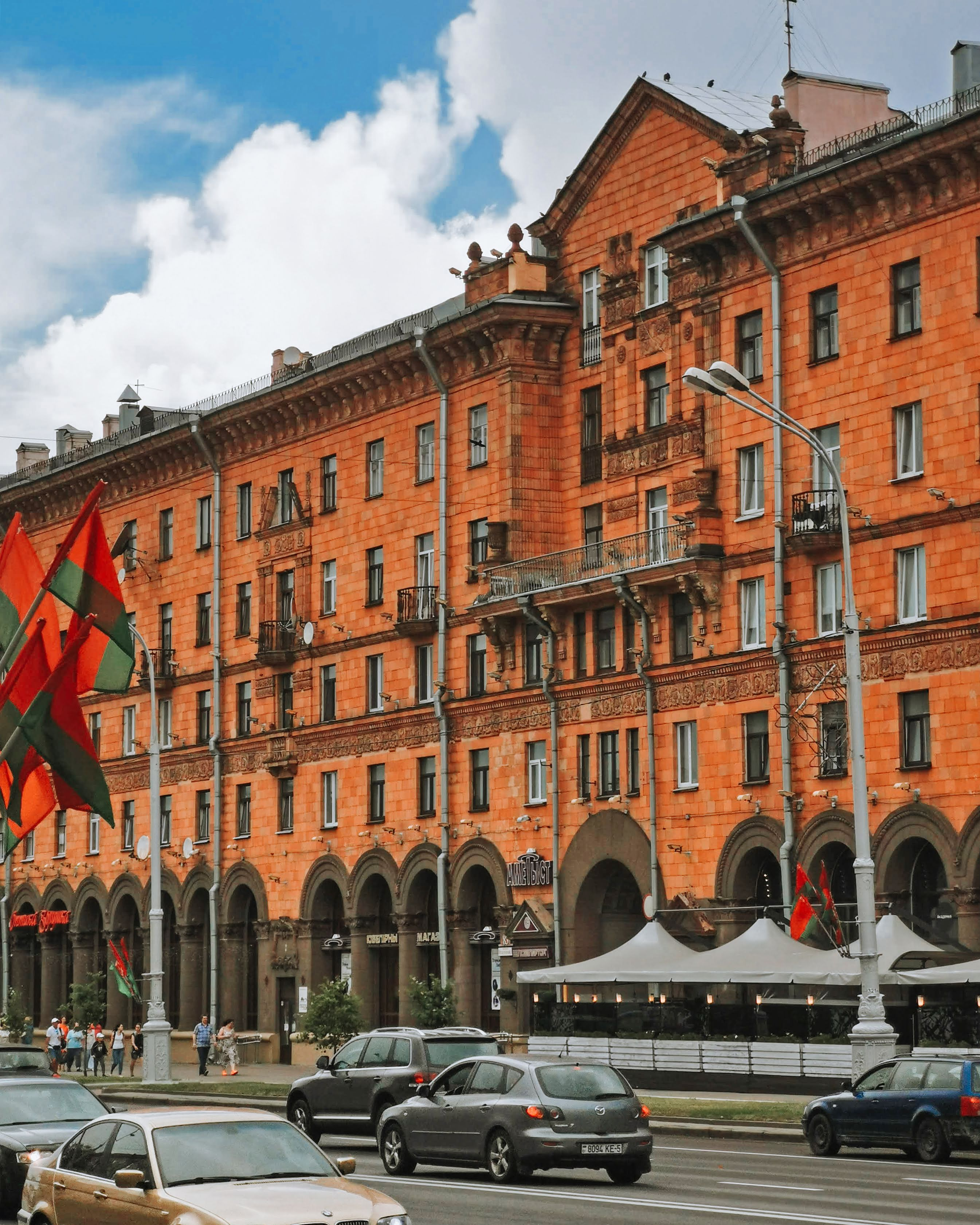
Пример жилого дома на проспекте Независимости, 83

Проспект Независимости (бел. Праспект Незалежнасці) — основная магистраль Минска, пересекающая его от центра на северо-восток. Длина проспекта — около 15 км.

## История
Главная магистральная улица Минска ведёт свою историю с весны 1801 года, когда начали трассировку новой улицы — Захарьевской, которая сегодня именуется проспектом Независимости. В ту пору она планировалась как объездная магистраль для разгрузки центра города. События, предшествующие строительству главного проспекта белорусской столицы, начались в 1800 году, когда был принят первый в истории Минска градостроительный план. Зиму 1800—1801 годов минский губернатор Захарий Яковлевич Корнеев (первый гражданский губернатор Минска и Минской губернии) провёл в согласованиях и утверждениях работ, а как только сошёл снег, на старые земляные валы в юго-восточной части города вышли солдаты-сапёры. Сегодня это нелегко представить, но в XV—XVII веках на месте, где начинается проспект Независимости, находились городские укрепления.
Новая Захарьевская улица, которую назвали в честь губернатора, задумывалась как магистраль в обход старой части города — района Замчища и нынешней площади Свободы.
Военно-политическая обстановка требовала прямизны пути и увеличения скорости движения. В 1793 году центральная часть Беларуси вместе с Минском вошла в состав Российской империи. Было учреждено Минское наместничество, затем преобразованное в губернию. Город лежал на тракте Москва — Варшава, движение по которому усиливалось год от года.
С 1 июля 1812 года, после оккупации города французскими войсками, улица переименована в «Новый город». 22 ноября 1812 года, после вступления в город русских войск, название Захарьевская было возвращено.
Во время немецкой оккупации 1918 года — Гауптштрассе.
В январе 1919 года улица была переименована в Советскую, при польской оккупации (1919—1920 годов) — в улицу Адама Мицкевича, с 1920 года — снова в Советскую. Проспект также включал Борисовский тракт (в 1937 году переименованный в Пушкинскую улицу).
В 1892 году здесь была пущена конка, в 1924 — рейсовый автобус, в 1929 — трамвай, в 1952 — троллейбус, в 1984 — метро. Первые два таксомотора марки «Форд Т» появились в 1912 году, стоянка их была на углу сквера в районе нынешней Центральной площади.
В апреле 1936 года секретарь Минского горкома КП(б)Б Рыскин и председатель Горсовета Жукович подали в ЦК и Совнарком докладную записку о скверном состоянии городского хозяйства. Среди прочего отмечалось:
«На всем протяжении магистральной улицы Советской, пролегающей в этом районе, расположена узкоколейка электростанции (историческое здание на берегу Свислочи возле цирка было снесено в 2011 году для строительства отеля „Кемпински“), по которой беспрерывно проходят вагонетки, нагруженные торфом. Так как тягой для этих вагонеток служат мелкие неусовершенствованные паровозы, то они своими искрами вызывают пожары в деревянных домах, расположенных по этой улице (за 5 месяцев 1935 года было пять таких случаев). Наличие этой узкоколейки мешает и внешнему благоустройству этой улицы, одной из основных магистралей города. Горсоветом разработан проект снятия узкоколейки и перевозки торфа на трамвайных платформах».
Ближе к концу 30-х годов участок улицы Советской, от нынешней площади Якуба Колоса до Сельскохозяйственной Выставки (ныне парк Челюскинцев), был назван в честь Пушкина.
Во время немецко-фашистской оккупации улицу снова назвали Гауптштрассе (с 1 августа 1941 года по 24 марта 1944 года), затем улицей 25 Марта (с 25 марта по 3 июля 1944 года).
Это название (улица 25 Марта) было принято оккупационной администрацией по предложению Белорусской Центральной Рады в память о «Дне провозглашения независимости Белоруссии 25 марта 1918 года».
3 июля 1944 года, после освобождения Минска, улице вернули прежнее название — Советская.
Во время Великой Отечественной войны город был практически полностью разрушен (например, на улице Советской уцелели только десять домов). Было принято решение о коренной реконструкции города, в том числе к 1952 году был спроектирован проспект Сталина, который проходил по более широкой и спрямлённой трассе. Её значительно расширили, а ось будущего проспекта несколько повернули в его начале против часовой стрелки. Часть проспекта от площади Независимости до площади Победы построена в классическом стиле. Строительство здесь успели закончить до 1955 года, когда в СССР началась кампания по борьбе с архитектурными излишествами. И чем больше времени проходит, тем сильнее ощутима ценность проспекта как художественного произведения. В результате строительства проспекта с карты Минска исчезли частично уцелевшие после войны объекты, которые не совпадали с магистрально-ансамблевым видением зодчих. Хотя и здесь не всё так однозначно. Магистральным архитектором минского проспекта был определён Михаил Парусников — аристократ, профессор Московского архитектурного института. Парусников поступил удивительно изящно со зданием бывшего Минского земледельческого Общества взаимного страхования, построенного по проекту известного зодчего Генриха Гая в 1915 году (административное здание по адресу: пр. Независимости, 15). Эта выразительная неоклассическая архитектура была близка ему. И он взял произведение Гая за высотную основу проспекта. Тем самым не только сохранил здание, но и продолжил его. Центральной фигурой формирования облика проспекта (кроме Михаила Парусникова) стал и Владимир Король, они были выдающимися градостроителями, которых отличало замечательное чувство масштаба. Так, они нашли верное решение по соотношению высоты зданий и ширины магистрали, очень точно определили горизонталь. Между отдельными зданиями, конечно, есть диссонансы, но они не столь значительны.
Статус проспекта Советская улица приобрела в сентябре 1952 года. При этом Советская улица с карты города не исчезла. В ноябре 1961 года проспект имени Сталина был переименован в Ленинский проспект.
В начале 1980-х у властей Минска появился проект переименования части Ленинского проспекта, начинающейся от улицы Волгоградской, в Московский проспект, и новая станция метро получила название «Московская». Но проспект в итоге переименовывать так и не стали, и, таким образом, станция носит название несуществующей магистрали.
В 1991 году после распада Советского Союза проспект был переименован в проспект Франциска Скорины, в 2005 году — в проспект Независимости.
В декабре 2016 года международные эксперты высказали серьёзную озабоченность сохранностью проспекта Независимости и предложили внести его в Список всемирного наследия ЮНЕСКО.
По мнению кандидата искусствоведения и доктора философии, архитектора Игоря Духана, в градостроительстве середины XX века минский проспект Независимости является неким идеальным образцом центральной трассы, проходящей через ядро города. С одной стороны, он несёт импульс триумфального соцреалистического социально-утопического стиля, который расцвёл после победы в Великой Отечественной войне, — такой идеальный город-парадиз, буквально восставший из пепла. С другой — проспект стал воплощением рафинированной и изящной неоклассической архитектуры, во многом представляющей реализацию принципов лидирующей школы середины XX века — школы академика Ивана Жолтовского, коллеги и ученики которого участвовали в этом грандиозном проекте. В итоге был создан действительно уникальный целостный ансамбль, в котором, однако, не растворились индивидуальные архитектурные почерки отдельных авторов.

## Площади
На всем протяжении проспекта Независимости расположено несколько площадей (упорядочены по расположению с востока на запад):
- площадь Калинина
- площадь Якуба Коласа
- площадь Победы
- Октябрьская площадь
- площадь Независимости

## Примечательные здания и сооружения
С востока на запад:
- 15-й корпус БНТУ
- Художественные панно на высотных зданиях микрорайона «Восток»

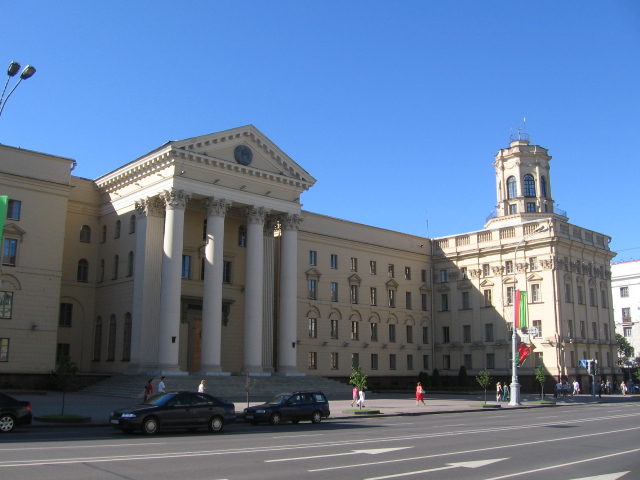
Здание КГБ РБ

- Комитет государственной безопасности Республики Беларусь
- Национальная библиотека Беларуси
- Детская железная дорога
- Центральный ботанический сад
- Национальная академия наук Беларуси
- Белорусская государственная филармония
- Монумент Победы на площади Победы
- Белорусский государственный цирк
- Гимназия № 23
- Дворец культуры профсоюзов
- Дворец Республики
- Здание церковно-археологического музея
- Кинотеатр «Центральный»

## Общественный транспорт
Практически вдоль всего проспекта Независимости проходит Московская линия Минского метрополитена, а в начальной и центральной его частях — автобусный маршрут № 100 (минчане называют его «сотка»). В районе Национальной библиотеки и Уручья ходят троллейбусы. На центральной части проспекта с 1 июня 2022 года также ходит троллейбусный маршрут № 22. На нескольких участках есть выделенная полоса для общественного транспорта.
10 мая 1892 года по проспекту (тогда ещё Захарьевской улице) прошла первая в Минске линия конки. 13 октября 1929 года она была заменена первыми двумя маршрутами электрического трамвая. С 1948 по 1957 год трамвайное движение было поэтапно ликвидировано. 19 сентября 1952 года на проспекте была введена в строй первая очередь минского троллейбуса. 30 июня 1984 года была открыта первая линия метро. С 2002 по 2006 год троллейбусная контактная сеть в начальной и центральной частях проспекта была поэтапно ликвидирована с заменой на автобусный маршрут № 100.

## Мосты и путепроводы
С запада на восток:
1. над улицей Толстого, железнодорожными и трамвайными путями, улицей Бобруйской;
2. через реку Свислочь;
3. над улицей Филимонова;
4. над МКАД;
5. над автомобильной дорогой в районе улиц Шафарнянской и Руссиянова;
6. над автомобильной дорогой в районе улиц Острошицкой и Стариновской;
7. над улицей Рогачёвской.

## Галерея

Центральный почтамт
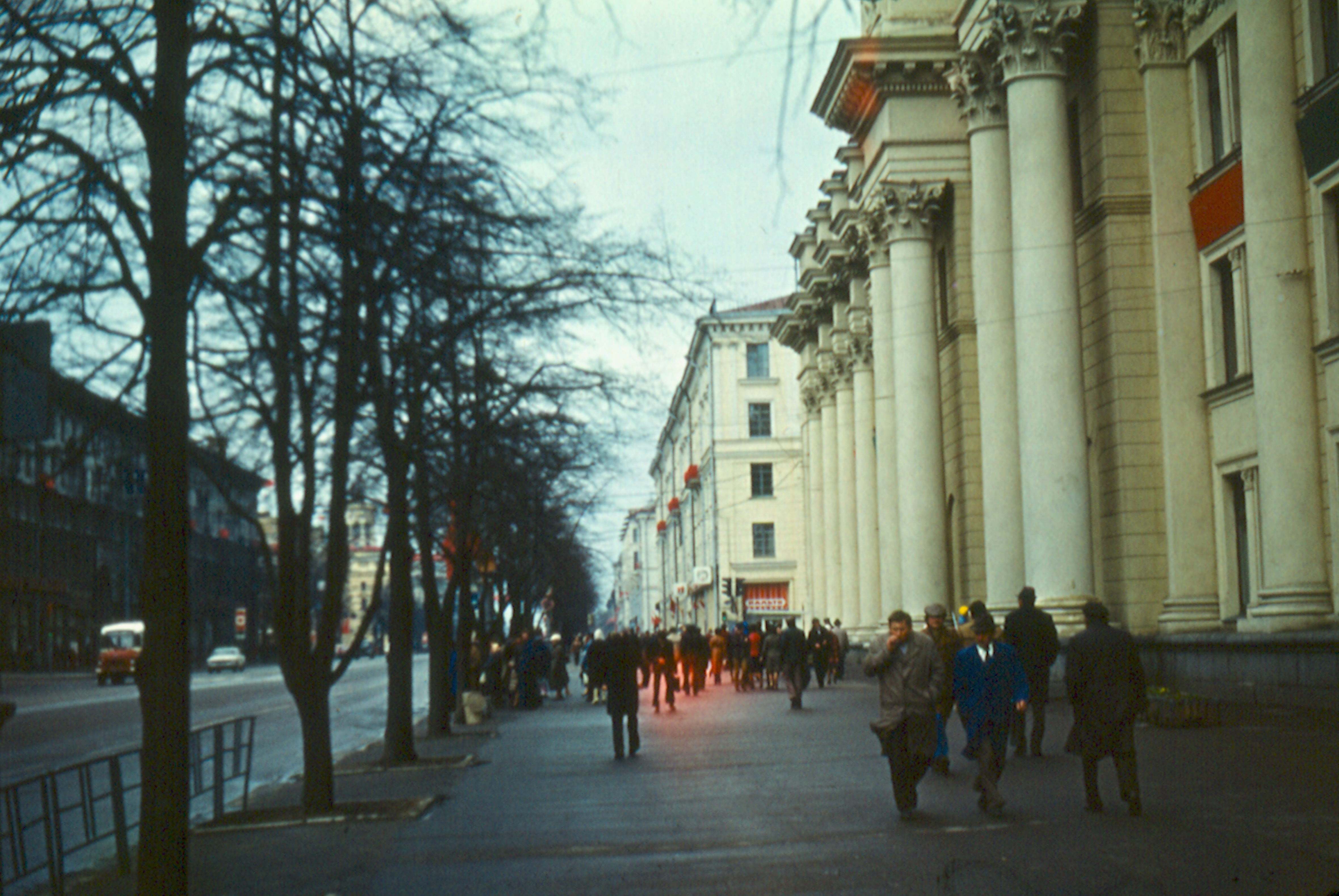
Ленинский проспект у почтамта в 1981 году
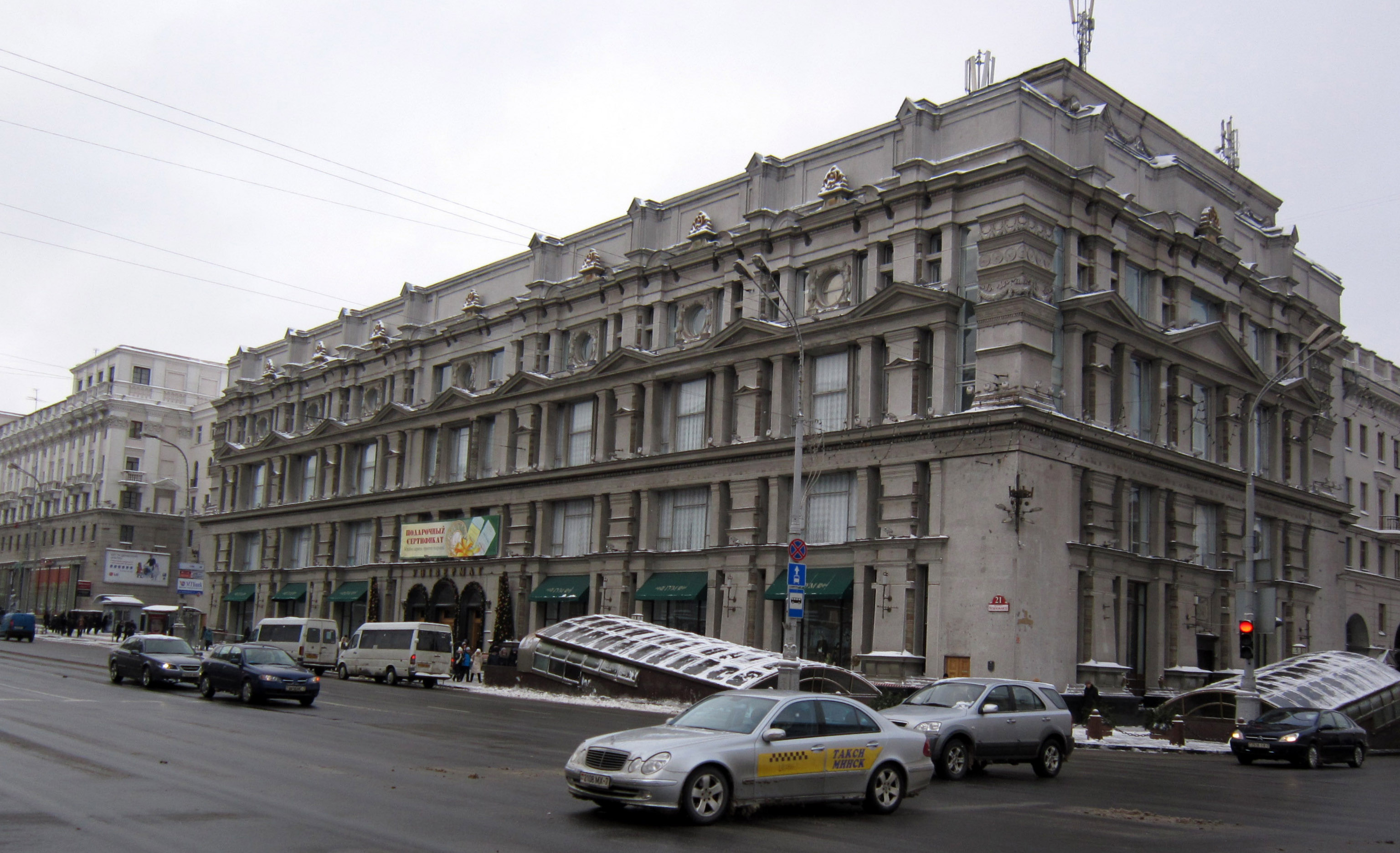
ГУМ
Дворец культуры профсоюзов
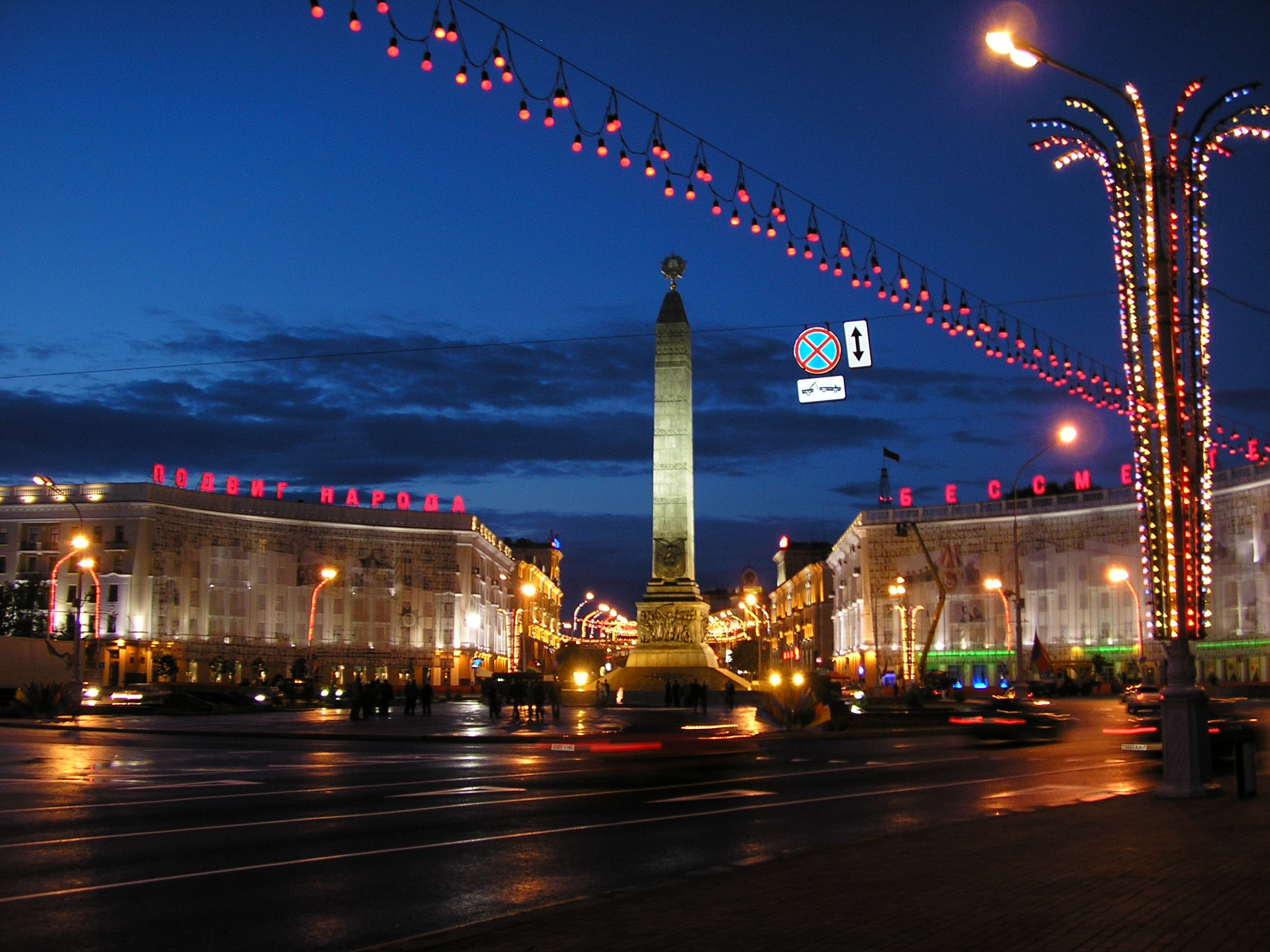
Монумент на Площади Победы
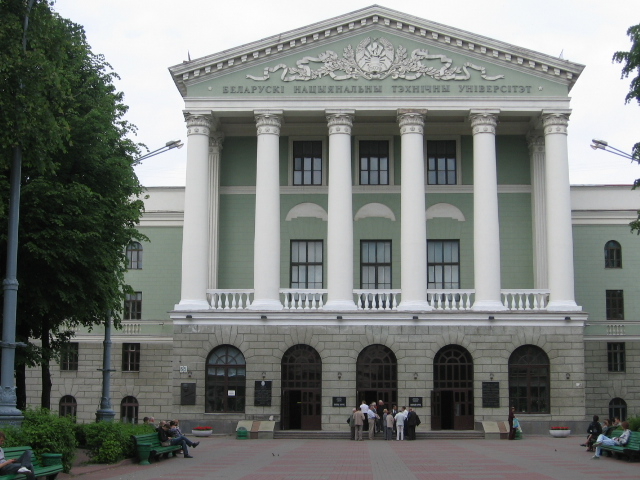
Главное здание Белорусского национального технического университета
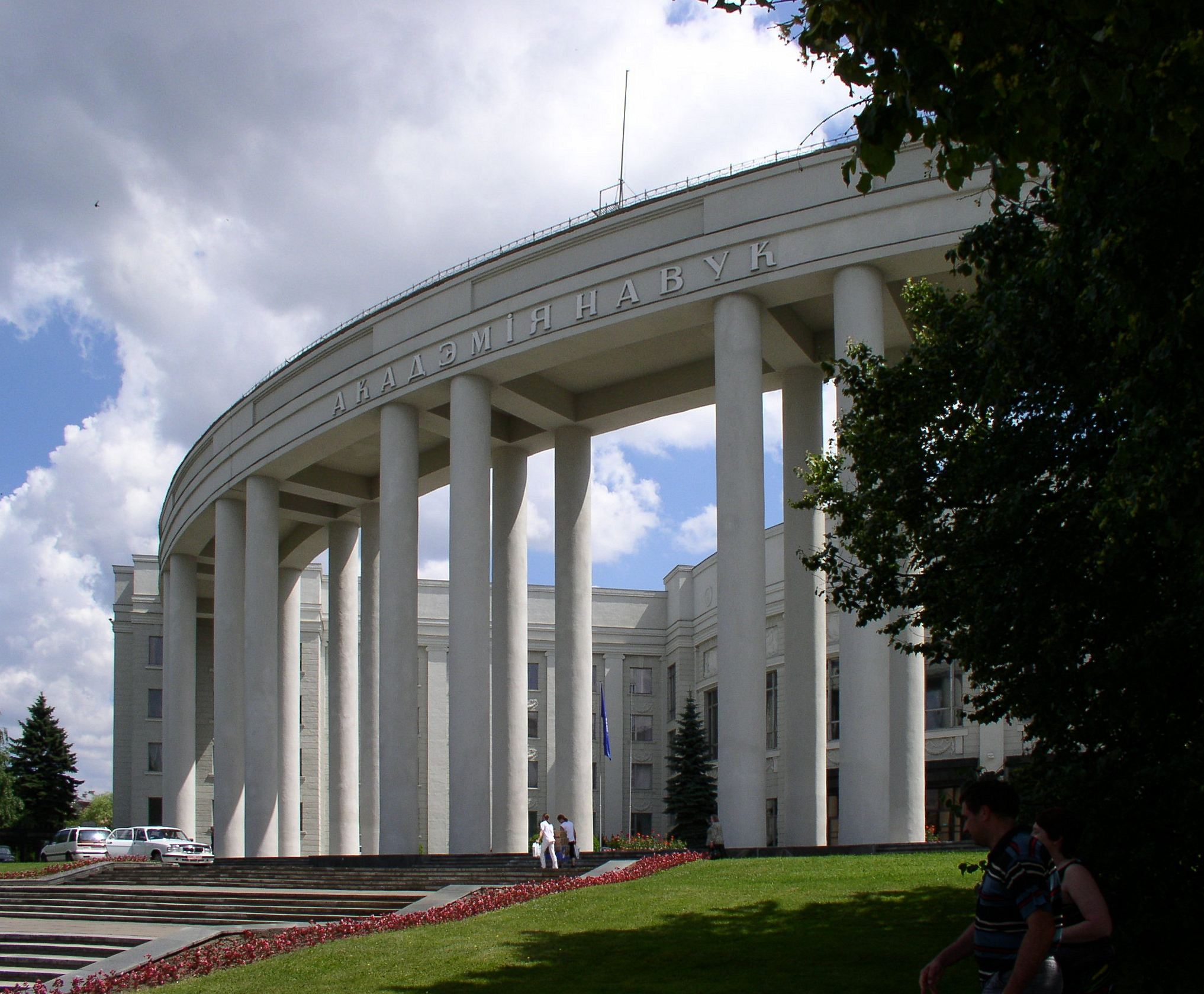
Академия наук
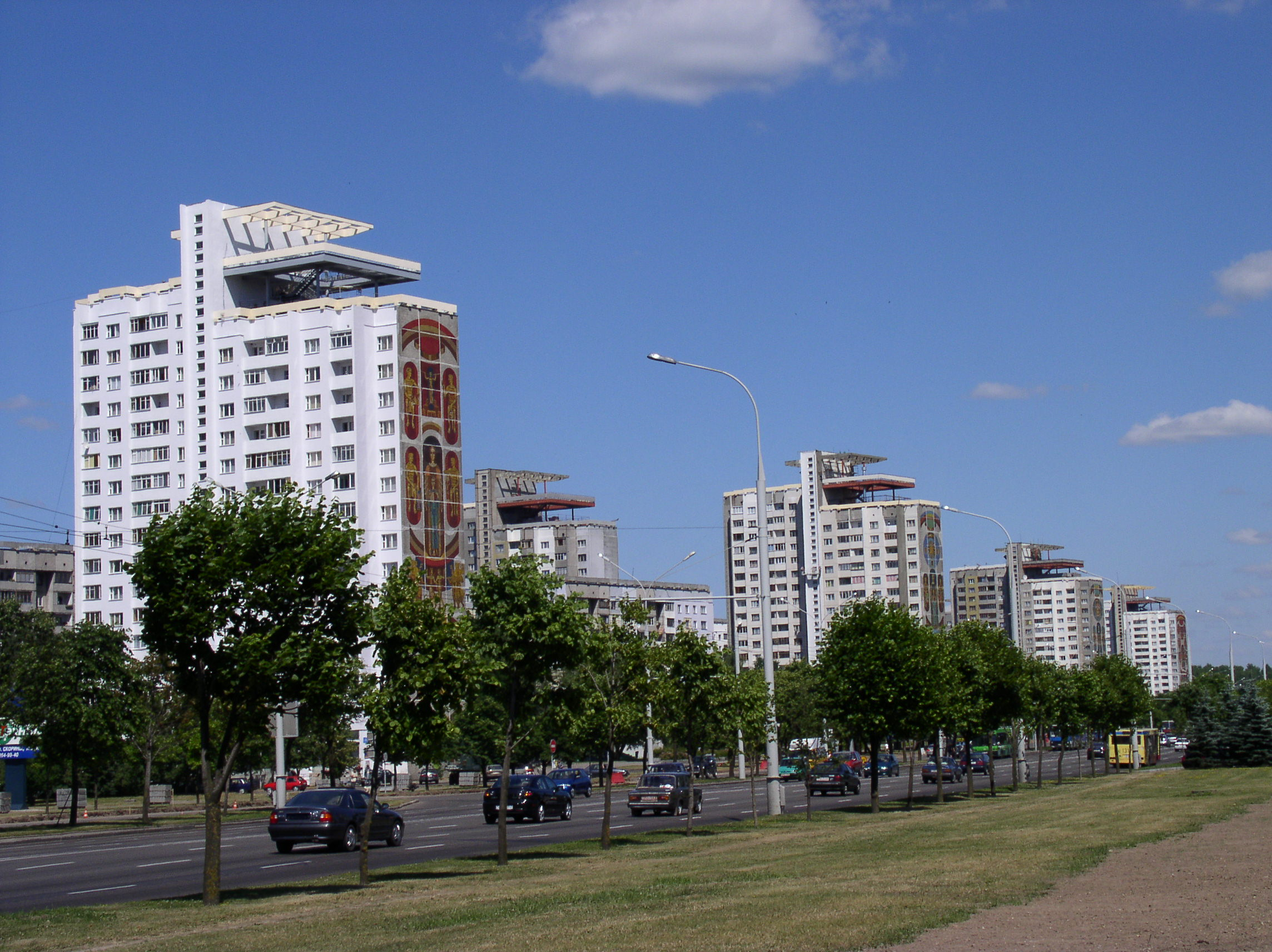
Микрорайон «Восток»